# Gerbillus latastei
Gerbillus latastei és una espècie de mamífer rosegador de la família dels múrids. Viu al sud de Tunísia i el nord-oest de Líbia. Els seus hàbitats naturals són les vores dels deserts i les zones subdesèrtiques. Es desconeix si hi ha cap amenaça significativa per a la supervivència d'aquesta espècie. L'espècie fou anomenada en honor del zoòleg francès Fernand Lataste.